# جمال الدين الأفغاني
جمال الدين الأفغاني وبالكامل محمد جمال الدين بن السيد صفتر الحسيني الأسد آبادي (1838 – 1897)، أيديولوجي ومفكر إسلامي وناشط سياسي، يُعتبر من مؤسسي حركة الحداثة الإسلامية وأحد دُعاة الوحدة الإسلامية في القرن التاسع عشر، جاب دول العالم الإسلامي ومدن أوروبا لندن وباريس واستقر أخيرًا في الأستانة «إسطنبول حاليًا» وتوفي فيها.
ولد جمال الدين الأفغاني عام 1838 في بلدة أسعد آباد من ولایة کنر غربي العاصمة الأفغانية كابول. ويحمل لقب سيد لانتماء أسرته للأشراف. ولأن الأفغاني كان متفوقا دراسيا منذ طفولته فضلا عن إجادته عدة لغات من بينها العربية وصل في شبابه لمناصب بارزة أهمها موقع رئيس الوزراء في أفغانستان في عصر الملك محمد أعظم خان الذي تولي الحكم عام 1862 ، ولكن وقعت حرب أهلية انتهت باحتلال الأمير شير علي خان (شقيق محمد أعظم خان) والمدعوم من البريطانيين لكابول عام 1868. وعقب ذلك رحل الأفغاني إلى الهند حيث فرض الإنجليز حصارا حول بيته لمنع لقائه بالعلماء والأتباع المسلمين، وبعد شهر تم ترحيله عن طريق البحر إلى مصر.
ومن مصر اتجه إلى اسطنبول فأحسن سلطانها عبد العزيز محمود استقباله ثم انقلب عليه عندما شكك البعض في عقيدته ودسوا له عند السلطان بزعم أنه قال إن النبوة تنال بالاكتساب، فعاد الأفغاني لمصر. عندما وصل الأفغاني إلى مصر في 23 مارس / آذار عام 1871 لقي ترحيبا من الدولة ومنحته الحكومة منزلا بخان الخليلي وراتبا شهريا قدره عشرة جنيهات. بعد تولي الخديوي توفيق الحكم في مصر وتحسبا لتأثير الأفغاني على الوضع السياسي قرر الخديوي الجديد نفيه في 24 أغسطس / آب عام 1879 إلى الهند.
وعندما بدأت الثورة العرابية في مصر عام 1882 نقل الأفغاني من بومباي إلى كلكتا حيث حددت السلطات البريطانية إقامته حتى انتهت الأحداث باحتلال الجيش البريطاني لمصر، وعندها سمحت له السلطات بالسفر إلى حيث يشاء فتوجه إلى فرنسا. وفي باريس، نظم الأفغاني علاقة جمعية العروة الوثقى بالمنظمات الثورية في فرنسا. يذكر أن جمعية العروة الوثقى السرية كانت قد تكونت في بلدان الشرق كي تحارب الاستعمار وتدعو للتضامن الإسلامي والجامعة الإسلامية. وكان الأفغاني رئيساً لهذه الجمعية فأصدر مجلة عربية في باريس تدعو لأهدافها، فصدرت مجلة العروة الوثقى، وكان الأفغاني مدير سياسة المجلة في ما كان الشيخ محمد عبده محررها الأول.
فى عام 1892 دعا السلطان العثماني عبد الحميد الأفغاني إلى اسطنبول عاصمة الدولة العثمانية فاستجاب معتقدا أنه بمعونة السلطان يستطيع أن يضع خطة لجامعة إسلامية. لكن سرعان ما انقلب عليه السلطان بعد ربط اسمه بعملية اغتيال حاكم بلاد فارس الشاه القاجاري ناصر الدين حيث قتله أحد تلاميذ الأفغاني، فقضى عامه الأخير شبه سجين في البلاط السلطاني. ويتردد أن طبيب الأسنان الذى كان يعالجه دس له السم فتوفي عام 1897 ودفن في اسطنبول.

## نشأته

### نسبه
ولد جمال الدین سنة 1839م / 1254 هـ وهناك خلاف حول محل ولادته، قيل أنه ولد في أسد آباد (إيران) وقيل أنه ولد في أسعد آباد وهو الأرجح وذلك بحسب بعض الدراسات الأكاديمية، ووالده السيد صفتر من السادة الحسينية، ويرتقي نسبه إلى علي زين العابدين بن الحسين بن علي بن أبي طالب، ومن هنا جاء التعريف عنه بالسيد جمال الدين الأفغاني. يؤكد مصطفى جواد أن جمال الدين الأفغاني يعتبر من أهم الشخصيات الأفغانية المؤثرة وقد ظهر للمرة الأولى شاباً سواحاً يجعل من الشرق كله وطناً له فيزور بلاد العرب ومصر وتركية ويقيم في الأفغان وهند وفارس ويسافر إلى كثير من عواصم أوروبا. وقد تربى دينياً ليكون مسلماً صوفياً، ولكن عُرف كونه من المسلمين الأصولين، متوافقاً مع الأفكار السائدة التي تقف حاجزاً أمام سلطة الفكرة والشخص أمام الجماهير، المنحازة للعاطفة الدينية. وقد حدث خلاف شديد بين الكثير من المؤرخين والكتاب حول الدولة التي ينتمي إليها جمال الدين الأفغاني، وأوثقها انتمائه «للأفغان» وهو ما أثبته محمد عمارة بالعديد من الاثباتات ونفيه للإدعاء القائل بشيعية جمال الدين الأفغاني.

### أسرته
كانت لأسرته منزلة عالية في بلاد الأفغان، لنسبها الشريف، ولمقامها الاجتماعي والسياسي إذ كانت لها الإمارة والسيادة على جزء من البلاد الأفغانية، تستقل بالحكم فيه، إلى أن نزع الإمارة منها دوست محمد خان أمير الأفغان وقتئذ، وأمر بنقل والد السيد جمال الدين وبعض أعمامه إلى مدينة كابل، وانتقل الأفغاني بانتقال أبيه إليها، وهو بعد في الثامنة من عمره، فعني أبوه بتربيته وتعليمه، على ما جرت به عادة الأمراء والعلماء في بلاده.

### تعليمه
كانت مخايل الذكاء، وقوة الفطرة، وتوقد القريحة تبدو عليه منذ صباه، فتعلم اللغة العربية، واللغة الأفغانية، وتلقى علوم الدين، والتاريخ، والمنطق، والفلسفة، والرياضيات فاستوفى حظه من هذه العلوم، على أيدي أساتذة من أهل تلك البلاد، على الطريقة المألوفة في الكتاب الإسلامية المشهورة، واستكمل الغاية من دروسه وهو بعد في الثامنة عشرة من عمره، ثم سافر إلى الهند، وأقام بها سنة وبضعة أشهر يدرس العلوم الحديثة على الطريقة الأوروبية وتعلم اللغة الإنجليزية، فنضج فكره، واتسعت مداركه. وكان بطبعه ميالاً إلى الرحلات، واستطلاع أحوال الأمم والجماعات، فعرض له وهو في الهند أن يؤدي فريضة الحج، فاغتنم هذه الفرصة وقضى سنة ينتقل في البلاد، ويتعرف أحوالها، وعادات أهلها، حتى وافى مكة المكرمة في سنة 1857 م - 1273 هـ، وأدى الفريضة.

## بداية حياته العملية

### الجهاد مع دوست محمد

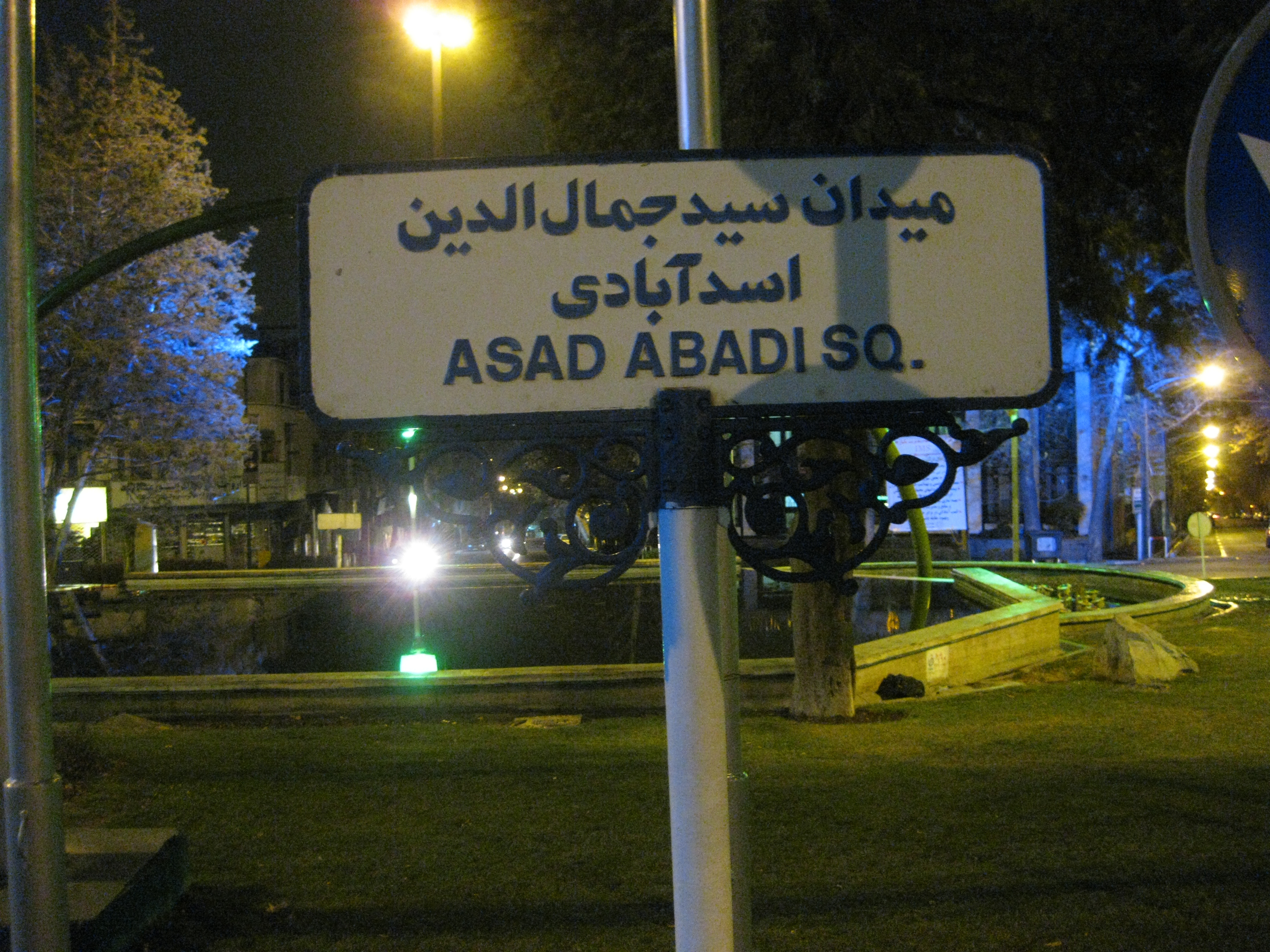
ميدان جمال الدين الأفغاني في ساحة أسد آباد في طهران، إيران

ثم عاد إلى بلاد الأفغان، وانتظم في خدمة الحكومة على عهد الأمير دوست محمد خان المتقدم ذكره وكان أول عمل له مرافقته إياه في حملة حربية جردها لفتح هراة، إحدى مدن الأفغان، وليس يخفى أن النشأة الحربية تعود صاحبها الشجاعة، واقتحام المخاطر، ومن هنا تبدو صفة من الصفات العالية، التي امتاز بها جمال الدين، وهي الشجاعة، فإن من يخوض غمار القتال في بدء حياته تألف نفسه الجرأة والإقدام، وخاصة إذا كان بفطرته شجاعاً. ففي نشأة الأفغاني الأولى، وفي الدور الأول من حياته، تستطيع أن تتعرف على أخلاقه، والعناصر التي تكونت منها شخصيتة، فقد نشأ كما رأيت من بيت مجيد، ازدان بالشرف واعتز بالإمارة، والسيادة، والحكم، زمناً ما، وتربى في مهاد العز، في كنف أبيه ورعايته، فكان للوراثة والنشأة الأولى أثرهما فيما طبع عليه من عزة النفس، التي كانت من أخص صفاته، ولازمته طوال حياته، وكان للحرب التي خاضها أثرها أيضاً فيم اكتسبه من الأخلاق الحربية، فالوراثة والنشأة، والتربية، والمرحلة الأولى في الحياة العملية، ترسم لنا جانباً من شخصية جمال الدين الأفغاني. سار الأفغاني إذن في جيش دوست محمد خان لفتح «هراة»، ولازمه مدة الحصار إلى أن توفي الأمير، وفتحت المدينة بعد حصار طويل، وتقلد الإمارة من بعده ولى عهده شير علي خان سنة 1864م - 1280 هـ.
ثم وقع الخلاف بين الأمير الجديد واخوته، إذ أراد أن يكيد لهم ويعتقلهم، فانضَمَّ السيد جمال الدين إلى محمد أعظم أحد الأخوة الثلاثة، لما توسمه فيه من الخير. أستعرت نار الحرب الداخلية، فكانت الغلبة لمحمد أعظم، وانتهت إليه إمارة الأفغان، فعظمت منزلة الأفغاني عنده، وأحله محل الوزير الأول، وكان بحسن تدبيره يستتب الأمر للأمير، ولكن الحرب الداخلية، مالبثت أن تجددت، إذ كان شير علي لا يفتأ يسعى لاسترجاع سلطته، وكان الإنجليز يعضدونه بأموالهم ودسائسهم، فأيدوه ونصروه، ليجعلوه من أوليائهم وصنائعهم، وأغدق شير علي الأموال على الرؤساء الذين كانوا يناصرون الأمير محمد أعظم، فبيعت أمانات ونقضت عهود وجددت خيانات، كما يقول الأستاذ الشيخ محمد عبده وانتهت الحرب بهزيمة محمد أعظم، وغلبه شير علي، وخلص له الملك.
بقي السيد جمال الدين في كابل لم يمسسه الأمير بسوء، احتراماً لعشيرته وخوف انتفاض العامة عليه حمية لآل البيت النبوي، وهنا أيضاً تبدو لك مكانة الأفغاني، ومنزلته بين قومه، وهو بعد في المرحلة الأولى من حياته العامة، ويتجلى استعداده للإضطلاع بعظائم المهام، والتطلع إلى جلائل الأعمال، فهو يناصر أميراً يتوسم فيه الخير، ويعمل على تثبيته في الإمارة، ويشيد دولة يكون له فيها مقام الوزير الأول، ثم لا تلبث أعاصير السياسة والدسائس الإنجليزية أن تعصف بالعرش الذي أقامه، ويغلب على أمر الأمير، ويلوذ بالفرار إلى إيران لكي لايقع في قبضة عدوه، ثم يموت بها، أما الأفغاني فيبقى في عاصمة الإمارة، ولا يهاب بطش الأمير المنتصر، ولا يتملقه أو يسعى إلى نيل رضاه، ولا ينقلب على عقبيه كما يفعل الكثيرون من طلاب المنافع، بل بقي عظيماً في محنته، ثابتاً في هزيمته، وتلك ظواهر عظمة النفس، ورباطة الجأش، وقوة الجنان.
وهذه المرحلة كان لها أثرها في الاتجاه السياسي للسيد جمال الدين، فقد رأى ما بذلته السياسة الإنجليزية لتفريق الكلمة، ودس الدسائس في بلاد الأفغان، وإشعال نار الفتن الداخلية بها، واصطناعها الأولياء من بين أمرائها، ولا مراء في أن هذه الأحداث قد كشفت له عن مطامع الإنجليز، وأساليبهم في الدس والتفريق، وغرست في فؤاده روح العداء للسياسة البريطانية خاصة، والمطامع الاستعمارية الأوروبية عامة، وقد لازمه هذا الكره طوال حياته، وكان له مبدأ راسخاً يصدر عنه في أعماله وآرائه وحركاته السياسية.

### رحيله إلى الهند

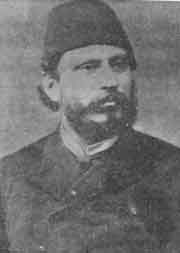
جمال الدين الأفغاني في شبابه.

لم ينفك الأمير شير علي يدبر المكايد للسيد جمال الدين، ويحتال للغدر به فرأى السيد أن يفارق بلاد الأفغان، ليجد جواً صالحاً للعمل، فاستأذنه في الحج، فأذن له، فسار إلى الهند سنة 1869م - 1285 هـ، وكانت شهرته قد سبقته إلى تلك الديار، لما عرف عنه من العلم والحكمة، وما ناله من المنزلة العالية بين قومه، ولم يكن يخفى على الحكومة الإنجليزية عداءه لسياستها، وما يحدثه مجيئة إلى الهند من إثارة روح الهياج في النفوس، خاصة لأن الهند كانت لا تزال تضطرم بالفتن على الرغم من إخماد ثورة سنة 1857م، فلما وصل إلى التخوم الهندية تلقته الحكومة بالحفاوة والإكرام، ولكنها لم تسمح له بطول الإقامة في بلادها، وجاء أهل العلم والفضل يهرعون إليه، يقتبسون من نور علمه وحكمته، ويستمعون إلى أحاديثه ومافيها من غذاء العقل والروح، والحث على الأنفة وعزة النفس، فنقمت الحكومة منه اتصاله بهم، ولم تأذن له بالاجتماع بالعلماء وغيرهم من مريديه وقصاده، إلا على عين من رجالها، فلم يقم هناك طويلاً، ثم أنزلته الحكومة إحدى سفنها فأقلته إلى السويس.

### مجيئه مصر لأول مرة
جاء مصر لأول مرة أوائل سنة 1870م - أواخر سنة 1286 هـ، ولم يكن يقصد الإقامة بها طويلا ؛ لأنه إنما جاء ووجهته الحجاز - أي جاء إلى مصر ليسافر منها إلى بلاد الحجاز - فلما سمع الناس بقدومه، اتجهت إليه أنظار النابهين من أهل العلم، وحينما وصل إلى مصر زار الأزهر الشريف، واتصل به كثير من الطلبة، فآنسوا فيه روحاً تفيض معرفة وحكمة، فأقبلوا عليه يتلقون بعض العلوم الرياضية والفلسفية والكلامية وقرأ لهم شرح «الأظهار» في البيت الذي نزل به بخان الخليلي، وأقام بمصر أربعين يوماً، ثم تحول عزمه عن الحجاز، وسافر إلى الأستانة.

### سفره إلى الأستانة ثم رحيله عنها
وصل جمال الدين إلى الأستانة، فلقي من حكومة السلطان عبد العزيز حفاوة وإكراماً، إذ عرف له الصدر الأعظم عالى باشا مكانته، وكان هذا الصدر من ساسة الترك الأفذاذ، العارفين بأقدار الرجال، فأقبل على الأفغاني يحفه بالاحترام والرعاية، ونزل من الأمراء والوزراء والعلماء منزلة عالية، وتناقلوا الثناء عليه، ورغبت الحكومة أن تستفيد من علمه وفضله، فلم تمض ستة أشهر حتى جعلته عضواً في مجلس المعارف، فاضطلع بواجبه، وأشار بإصلاح مناهج التعليم، ولكن آراءه لم تلق تأييداً من زملائه، ولم يكن على وفاق مع شيخ الإسلام حسن فهمي أفندي، وفي رمضان سنة 1287 هـ - ديسمبر سنة 1870م، رغب إليه مدير دار الفنون أن يلقي فيها خطاباً للحث على الصناعات، فاعتذر باديء ذي بدء بضعفه في اللغة التركية، فألح عليه، فأنشأ خطاباً طويلاً كتبه قبل إلقائه، وعرضه على نخبة من أصحاب المناصب العالية، فأقروه واستحسنوه. وألقى الأفغاني خطابه بدار الفنون، في جمع حاشد من ذوي العلم والمكانة، فنال استحسانهم، لكن خلافًا حدث بينه وبين شيخ الإسلام، وأصدرت الأستانة أمرها إلى الأفغاني بالرحيل عن الأستانة بضعة أشهر، حتى تسكن الخواطر، ويهدأ الاضطراب، ثم يعود إليها إن شاء، ورغب إليه بعض مريديه أن يتحول إلى الديار المصرية، فعمل برأيهم وقصد إليها.

### عودته إلى مصر وإقامته بها
جاء السيد جمال الدين إلى مصر في أول محرم سنة 1288 هـ - مارس سنة 1871م لا على نية الإقامة بها بل على قصد مشاهدة مناظرها واستطلاع أحوالها ولكن رياض باشا وزير إسماعيل في ذلك الحين رغب إليه البقاء في مصر، وأجرت عليه الحكومة راتباً مقداره ألف قرش كل شهر، لا في مقابل عمل، واهتدى إلى الأفغاني كثير من طلبة العلم، يستورون زنده، ويقتبسون الحكمة من بحر علمه، فقرأ لهم الكتب العالية في فنون الكلام، والحكمة النظرية، من طبيعية وعقلية، وعلوم الفلك، والتصوف، وأصول الفقة، بإسلوب طريف، وطريقة مبتكرة. وكانت مدرسته بيته، ولم يذهب يوماً إلى الأزهر مدرساً، وإنما ذهب إليه زائراً، وأغلب ما يزوره يوم الجمعة، وكان أسلوبه في التدريس مخاطبة العقل، وفتح أذهان تلاميذه ومريديه إلى البحث والتفكير، وبث روح الحكمة والفلسفة في نفوسهم، وتوجيه أذهانهم إلى الأدب والإنشاء والخطابة وكتابة المقالات الأدبية والاجتماعية والسياسية، فظهرت على يده نهضة في العلوم والأفكار أنتجت أطيب الثمرات.
وهنا موضع للتساؤل عما حمل الخديوي إسماعيل إلى استمالته الأفغاني للإقامة في مصر وإكرام مثواه، ويبدو هذا العمل غريباً، لأن لجمال الدين ماضياً سياسياً ومجموعة أخلاق ومبادئ، ولا ترغب فيه الملوك المستبدين، ولم يكن السيد من أهل التملق والدهان، فينال عطفهم ورعايتهم، ويجرون عليه الأرزاق بلا مقابل، ولكن الأمر لا يعسر فهمه إذا عرفنا أن في إسماعيل جانباً ممدوحاً من صفاته الحسنة، وهو حبه للعلم ورغبته في نشره ورعايته، وكانت شخصية جمال الدين العلمية وشهرته في الفلسفة أقوى ظهوراً وخاصة في ذلك الحين من شخصيتة السياسية، فلا غرو أن يكرم فيه إسماعيل العالم المحقق الذي يفيض على مصر من بحر علمه وفضله، وفي الحق أن إسماعيل لم يكن يقصر في اغتنام الفرصة لتنشيط النهضة العلمية ورعاية العلماء والأدباء، فترغيبه جمال الدين في البقاء بمصر يشبه أن يكون فتحاً علمياً، كتأسيس معهد من معاهد العلم العالية التي أنشئت على يده.

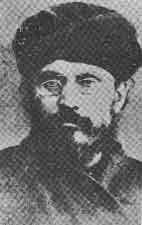
صورة لجمال الدين الأفغاني في شبابه.

أما آراء الأفغاني السياسية وكراهيته للاستبداد ونزعته الحرة، فلم يكن مثل إسماعيل يخشاها أو يحسب لها حساياً كبيراً، لأنه في ذلك الحين سنة 1871م كان قد بلغ أوج سلطته ومجده، فكان يحكم البلاد حكماً مطلقاً، يأمر وينهى ويتصرف في أقدار البلاد ومصاير أهلها دون رقيب أو حسيب، وكان مجلس شورى النواب آلة مطواعة في يده، والصحافة في بدء عهدها تكيل له عبارات المديح، وتصوغ له عقود الثناء، ولم يكن سلطانه قد استهدف بعد التدخل الأجنبي، لأن هذا التدخل لم يقع إلا في سنة 1875م فليس ثمة مايخشى منه إسماعيل، على سلطته المطلقة، من الناحية الداخلية أو الخارجية، حين رغب إلى الأفغاني الإقامة والتدريس في مصر. وقد بدأت النهضة التي ظهرت على يد السيد، علمية، أدبية، ولم تتطور إلى الناحية السياسية إلا حوالي سنة 1876م، على أنها في تطورها السياسي لم تتجه ضد إسماعيل بالذات، بل اتجهت في الجملة ضد التدخل الأجنبي.
وثمة اعتبار آخر لا يفوتنا الإلماح إليه، ذلك أن جمال الدين قد بارح الأستانة، إذ لم يجد فيها جواً صالحاً للنهضة العلمية والفكرية، وقصد إلى مصر وقد سبقته إليها أنباؤه، وما لقيه في «دار الخلافة» من العنت والاضطهاد، وكان إسماعيل ينافس حكومة الأستانة في المكانة والنفوذ السياسي، وينظر إليها بعين الزراية ولا يرضى لمصر أن تكون تابعة لتركيا ولا أن يكون هو تابعاً للسلطان العثماني، وليس خافياً ما كان يبذله من المساعي للانفصال عن تركيا في ذلك الحين، وظهوره بمظهر العاهل المستقل، في المعرض العالمي في باريس سنة 1867م، وفي إغفاله دعوة السلطان إلى حضور حفلات القناة سنة 1869م، وعزمه على إعلان استقلال مصر التام في تلك الحفلات، لولا العقبات السياسية التي اعترضته، ولا يغرب عن الذهن ما كان بين الخديوي والسلطان من مظاهر الفتور والجفاء التي كادت تقطع الروابط بينهما، وأخصها فرمان نوفمبر سنة 1869م الذي أصدره السلطان منتقصا من سلطة الخديوي.
ففي هذا الجو هبط جمال الدين مصر مبعداً من الأستانة، فلم يفت ذكاء إسماعيل أن يغتنم الفرصة ليحمي العلم في شخص الفيلسوف الأفغاني، ولا يخفى ما لهذا العمل من حسن الأثر وجميل الأحدوثة، إذ يرى الناس فيه أن مصر تؤوي العلماء والحكماء، حين تضيق عنهم «دار الخلافة» وأن عاهل مصر أحق من السلطان العثماني بالثناء والتقدير لأنه يفسح للعلم رحابه، ويوطئ له في وادي النيل أكنافه. وقد يكون لرياض باشا يد في إكرام وفادة المترجم، ولكن إذا علمنا أن وزراء إسماعيل لم يكونوا يصدرون إلا عن رأيه وأمره، أدركنا أن رياض باشا لم يكن الرجل الذي ينفرد بهذا الصنيع نحو جمال الدين، ومهما يكن واقع الأمر فإن لرياض باشا فضل المشاركة في عمل كان له الأثر البالغ في نهضة مصر العلمية والفكرية والسياسية.

## تأثير الأفغاني

### أثره العلمي والأدبي

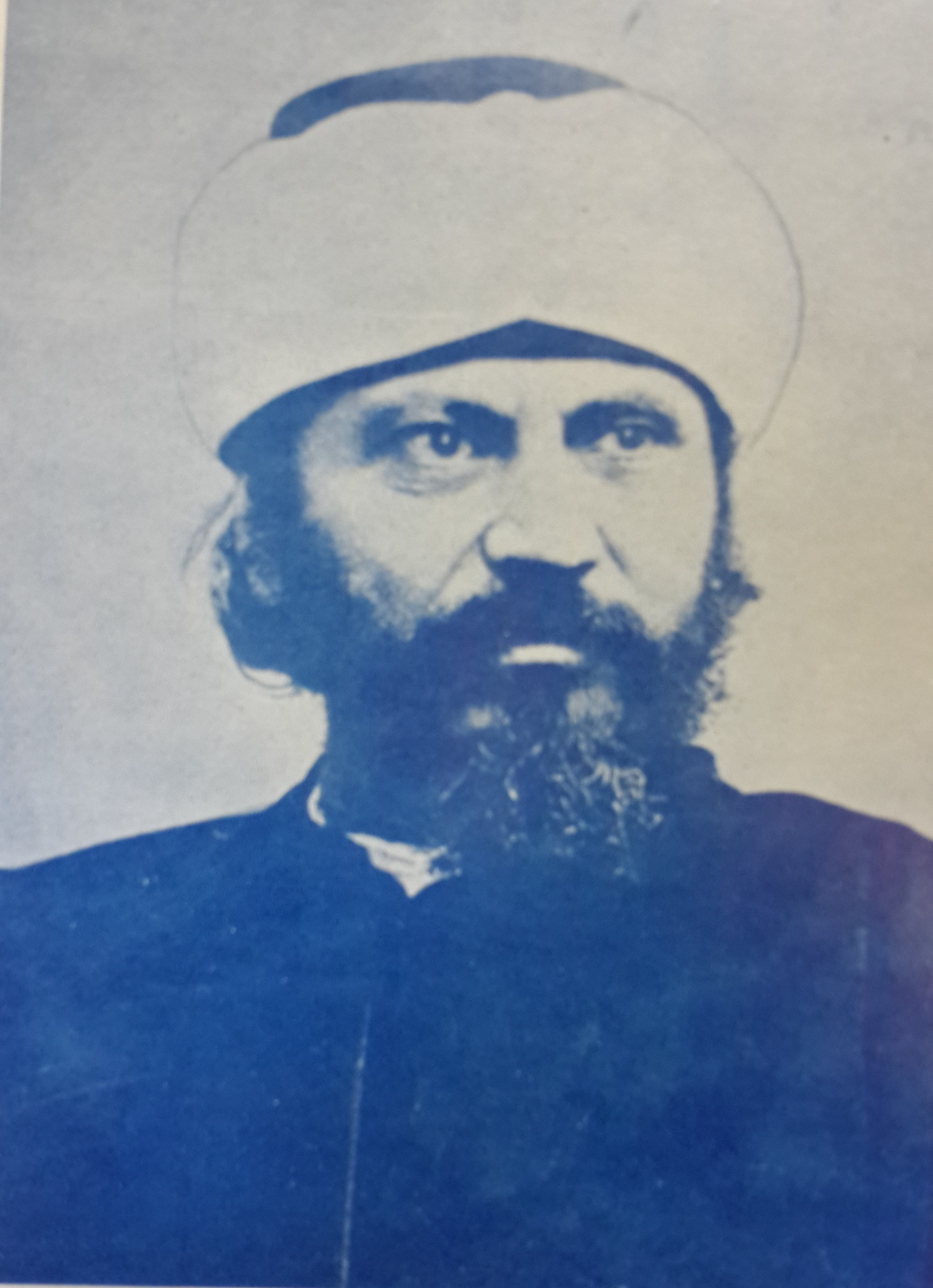
المُفكر والعالم المُسلم جمال الدين الأفغاني.

أقام الأفغاني في مصر وأخذ يبث تعاليمه في نفوس تلاميذه فظهرت على يده بيئة استضاءت بأنوار العلم والعرفان وارتوت من ينابيع الأدب والحكمة وتحررت عقولها من قيود الجمود والأوهام، وبفضله خطا فن الكتابة والخطابة في مصر خطوات واسعة، ولم تقتصر حلقات دروسه ومجالسه على طلبة العلم، بل كان يؤمها كثير من العلماء والموظفين والأعيان وغيرهم، وهو في كل أحاديثه لا يسأم كما يقول عنه محمد عبده من الكلام فيما ينير العقل أو يطهر العقيدة أو يذهب بالنفس إلى معالي الأمور أو يستلفت الفكر إلى النظر في الشؤون العامة مما يمس مصلحة البلاد وسكانها، وكان طلبة العلم ينتقلون بما يكتبونه من تلك المعارف إلى بلادهم أيام البطالة، والزائرون يذهبون بما ينالونه إلى أحيائهم، فاستيقظت مشاعر وتنبهت عقول، وخف حجاب الغفلة في أطراف متعددة من البلاد خصوصاً في القاهرة.
وقال محمد عبده في موطن آخر يصف تطور الكتابة على يد الأفغاني:«كان أرباب القلم في الديار المصرية القادرون على الإجادة في المواضيع المختلفة منحصرين في عدد قليل، وما كنا نعرف منهم إلا عبد الله باشا فكري وخيري باشا ومحمد باشا سيد أحمد على ضعف فيه ومصطفى باشا وهبي على اختصاص فيه ومن عدا هؤلاء فإما ساجعون في المراسلات الخاصة، وإما مصنفون في بعض الفنون العربية أو الفقهية وما شاكلها، ومن عشر سنوات ترى كتبة في القطر المصري، لا يشق غبارهم ولا يوطأ مضمارهم، وأغلبهم أحداث في السن، شيوخ في الصناعة، وما منهم إلا من أخذ عنه، أو عن أحد تلاميذه، أو قلد المتصلين به.»
كان قادرا على التعبیر المذھل وعلى الصیاغة المثلى، وعلى إدراك المعاني الدقيقة والمفارقات المستترة، وقادر على الإمتاع والإقناع والاثارة والخطابة والتحميس والتصحيح واللوم والتقريع وبث روح الفهم والقضاء والحكم والفتوى والتعديل والجرح وهو قادر على أن يتناول كل نص بفهم أعمق، وقادر على أن يتفهم كل واقعة بنظرة أوسع وقادر على أن يستشهد وأن يستنتج وأن يحث وأن يثير وأن يحرض.
فروح جمال الدين كان لها الأثر البالغ في نهضة العلوم والآداب في مصر، ولا يفوتنا القول بأن البيئة التي كانت مستعدة للرقي، صالحة لغرس بذور هذه النهضة، وظهور ثمارها، أو بعبارة أخرى أن مصر بما فيها جامع الأزهر والمعاهد العلمية الحديثة، والتقدم العلمي الذي ابتدأ منذ عهد محمد علي، كانت على استعداد لتقبل دعوة الحكيم الأفغاني، ولولا هذا الاستعداد لقضي على هذه الدعوة في مهدها، ولأخفق هو في مصر كما أخفق في الأستانة، حيث وجد أبواب العمل موصدة أمامه، وهذا يبين لنا جانباً من مكانة مصر، وسبقها الأقطار الشرقية في التقدم العلمي والفكري والسياسي، ويزيد هذه الحقيقة وضوحاً أنك إذا استعرضت حياة جمال الدين العامة، وما تركه من الأثر في مختلف الأقطار الشرقية التي بث فيها دعوته، وجدت أثره في مصر أقوى وأعظم منه في أي بلد من البلدان الأخرى، وفي هذا ما يدلك على مبلغ استعداد مصر للنهضة والتقدم، إذا تهيأت لها أسباب العمل ووجدت القادة والحكماء.

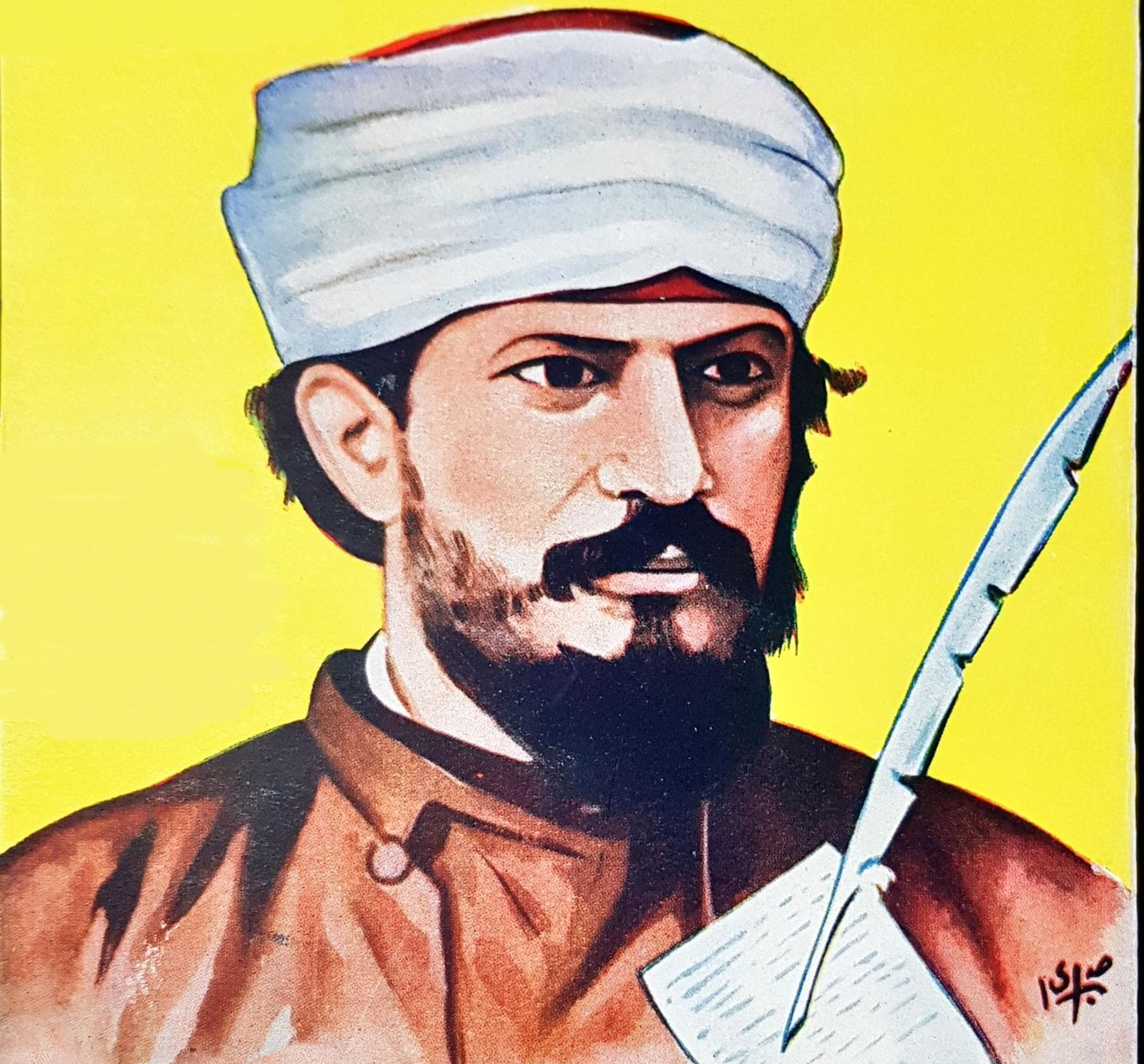
رسم لِجمال الدين الأفغاني.

صورة ملونة لجمال الدين الأفغاني.

حدد الباحثون دوره الهام في إعطاء دفعة قوية للنهضة الأدبية الحديثة في الطرق الأربعة:
- إِعْدُاد الأجواء المناسبة‌ للنهضة‌ الأدبیة بواسطه الإصلاح الدیني والصحوة الإسلامیة والوعي القومي.[17][18][19]
- کتابة مـقالات سـیاسیة فـی الصحف والجرائد بلغة سهلة تقل فیها الصنعة‌، والدعـوة‌ إلى تحریر الکتابة من التعقید والتقلید وجعلها في خدمة الفکر لا‌ في خدمة الاسلوب، وبذلک فتح الطریق أمام الکتّاب والأدباء لتـطویر الکـتابة الأدبـیة.[20][21][22]
- كان محمود سامي البارودي کرائد للشعر‌ العربي المعاصر‌[23][24][25] من تـلامیذ السید جمال الدین وتأثر بأفکاره تأثیراً شدیداً.[26]
- إنَّ‌ محمد‌ عبده رائد النثر المعتدل[27][28] کان من أقرب تلامیذ السید جـمال الدیـن[28] وکـان بدوره قد أثَّر علی‌ المنفلوطي والذیي یعد رائد النثر العربي الحدیث.[29]

### أثره الأخلاقي والسياسي
جاء جمال الدين الأفغاني إلى مصر يحمل بين جنبيه روحا كبيرة ونفساً قوية، تزينها صفات وأخلاق عالية، أنبتتها الوراثة والتربية الأولى، وهذبتها الحكمة والمعرفة، ومحصتها الحياة الحربية التي خاض غمارها في بلاد الأفغان، والتجارب التي مارسها، والشدائد التي عاناها، جاء وفيه من الشمم والإباء ما صدفه عن أن يطأطأ الرأس أو يقيم على الضيم، جاء وفيه من الثبات ما جعله يتغلب على العقبات التي اعترضته في أدوار حياته، فقد رأيت كيف بقي على ولائه للأمير محمد أعظم، رغم ما أصابه من الهزيمة ولم يخضع لخصمه شير علي، ورحل إلى الهند فلم تطق السياسة الاستعمارية بقاءه فيها وأقصته عنها، وذهب إلى الأستانة فلم يعرف التملق والدهان وجهر بالحق واستهدف لعداوة شيخ الإسلام فلم يتراجع ولم ينكص على عقبيه وانتهى الخلاف بإقصائه عن الأستانة.
فهذه الأخلاق التي جاء بها جمال الدين كانت بلا مراء أقوى مما عرف عن المجتمع في ذلك العهد، من خفض الجناح، والصبر على الضيم والخضوع للحكام، وليس يخفى ما للشخصيات الكبيرة من سلطان أدبي على النفوس وما تؤثر فيها من طريق القدوة، فالسيد جمال الدين بما اتصف به من الأخلاق العالية، أخذ يبث في النفوس روح العزة والشهامة، ويحارب روح الذلة والاستكانة، فكان بنفسيته ودروسه وأحاديثه، ومناهجه في الحياة، مدرسة أخلاقية، رفعت من مستوى النفوس في مصر، وكانت على الزمن من العوامل الفعالة للتحول الذي بدا على الأمة وانتقالها من حالة الخضوع والاستكانة إلى التطلع للحرية والتبرم بنظام الحكم القديم ومساوئه، والسخط على تدخل الدول في شؤون البلاد.
أسرفت حكومة إسماعيل في القروض، وبدأت عواقب هذا الإسراف تظهر للعيان رغم ما بذلته الحكومة لإخفائها بمختلف الوسائل، وأخذت النفوس تتطلع إلى إصلاح نظام الحكم بعد إذ أحست مرارة الاستبداد وهالتها فداحة القروض التي كبلت البلاد بقيود تدخل الدول.
ويمكننا أن نحدد أواخر سنة 1875م وأوائل سنة 1876م كمبدأ للتدخل الأوربي إذ حدث من مظاهره وقتئذ شراء إنجلترا أسهم مصر في القناة ثم قدوم بعثة المستر كيف الإنجليزية لفحص مالية مصر ثم توقف الحكومة عن أداء أقساط ديونها وما اعقب ذلك من إنشاء صندوق الدين في مايو سنة 1876م فهذا التدخل كان من الأسباب الجوهرية التي حفزت النفوس إلى التبرم بنظام الحكم والتخلص من مساوئه، لأن سياسة الحكومة هي التي أفضت إلى تدخل الدول في شؤون مصر وامتهانها كرامة البلاد واستقلالها. ومن هنا جاءت النهضة الوطنية والسياسية، ووجدت مبادئ حكيم الشرق وتعاليمه سبيلاً إلى النفوس، فكانت من العوامل الهامة في ظهور هذه النهضة التي شغلت السنوات الأخيرة من عهد إسماعيل وكانت من أعظم أدوار الحركة القومية.
كان من مظاهر هذه النهضة نشاط الصحف السياسية وإقبال الناس عليها وتحدثهم في شؤون البلاد العامة وتبرمهم بحالتها السياسية والمالية، ثم ظهور روح المعارضة واليقظة في مجلس الشورى، على يد نواب نفخ فيهم جمال الدين من روحه، وعلى رأسهم عبد السلام بك المويلحي الذي يعد من تلاميذه الأفذاذ، وإنك لتلمس الصلة الروحية بينهما، من الكلمات والعبارات الرائعة التي كان المويلحي يجهر بها في جلسات مجلس شورى النواب مما سنذكره في موضعه، فإن هذه العبارات هي قبس من روح الحكيم الأفغاني.
وقد جاء ذكر النائب المويلحي ضمن تلاميذ جمال الدين ومريديه على لسان سليم بك العنجوري أحد أدباء سورية حين زار مصر ووصف مكانة الأفغاني بقوله:{{اقتباس مضمن|في خلال سنة 1878 زاد مركزه خطراً وسما مقامه، لأنه تدخل في السياسات وتولى رئاسة جمعية (الماسون) العربية وصار له أصدقاء وأولياء من أصحاب المناصب العالية، مثل محمود سامي البارودي الذي نفي أخيراً مع عرابي إلى جزيرة سيلان، وعبد السلام بك المويلحي النائب المصري في دار الندوة، وأخيه إبراهيم (المويلحي) كاتب الضابطة، وكثر سواد الذين يخدمون أفكاره ويعلون بين الناس مناره، من أرباب الأقلام مثل الشيخ محمد عبده وإبراهيم اللقاني وعلى بك مظهر والشاعر الزرقاني وأبي الوفاء القوني في مصر وسليم النقاش وأديب إسحاق وعبد الله النديم في الإسكندرية.

## جمال الدين والنفي من مصر

### الإنضمام إلى الماسونية
لم يكن جمال الدين الأفغاني مناصراً لإسماعيل، بل كان ينقم منه استبداده وإسرافه، وتمكينه الدول الاستعمارية من مرافق البلاد وحقوقها، وكان يتوسم الخير في توفيق، إذ رآه وهو ولي للعهد ميالاً إلى الشورى، ينتقد سياسة أبيه وإسرافه، وقد اجتمعا في محفل الماسونية (والتي لم تكن تبدو كمنظمة سيئة في ذلك الوقت) وتعاهدا على إقامة دعائم الشورى.
في عام 1876 انضم الأفغاني إلى المحفل الماسوني نجم الشرق (كوكب الشرق) في مصر والذي أصبح المحفل الأنجلو سكسوني الكبير ينتمي في رسالته إلى النزل لطلب القبول، أوضح هذه الرغبة على أنها التزام بالأهداف الإنسانية للماسونية، حسن الدين الكابولي مدرس الفلسفة في القاهرة الذي له سبعة وثلاثون عامًا من حياته - حينها - يقول:«أسأل إخوان الطهارة وأدعو أصدقاء الإخلاص، أعني (بذلك) أسياد الجمعية المقدسة للماسونيين بلا ذنب ولا لوم، أن يرحموني ويشرفني على استقبلوني في هذه الجمعية الصالحة ودعوني إلى هذا النادي الممتاز. المخلص ، الخميس 22 ربيع الثاني 1292 (توقيع)»

### الخديوي توفيق
لكن توفيق لم يف بعهده بعد أن تولى الحكم، فقد بدا عليه الانحراف عن الشورى واستمع لوشايات رسل الاستعمار الأوربي، وفي مقدمتهم قنصل إنجلترا العام في مصر، إذ كانوا ينقمون من جمال الدين الأفغاني روح الثورة والدعوة إلى الحرية والدستور، فغيروا عليه قلب الخديوي، وأوعزوا إليه بإخراجه من مصر، فأصدر أمره بنفيه. وكان ذلك بقرار من مجلس النظار منعقداً برآسة الخديوي، وكان نفيه غاية في القسوة والغدر، إذ قبض عليه فجر الأحد الخامس من رمضان سنة 1296 هـ / 24 أغسطس 1879م وهو ذاهب إلى بيته هو وخادمه الأمين (أبو تراب) وحجز في الضبطية، ولم يمكن حتى من أخذ ثيابه، وحمل في الصباح في عربة مقفلة إلى محطة السكة الحديدية، ومنها نقل تحت المراقبة إلى السويس وانزل منها إلى باخرة اقلته إلى الهند، وسارت به إلى بومباي.
ولم تتورع الحكومة عن نشر بلاغ رسمي من إدارة المطبوعات بتاريخ 8 رمضان سنة 1296هـ (26 أغسطس سنة 1879م) ذكرت فيه نفي الأفغاني بعبارات جارحة ملؤها الكذب والأفتراء، مما لا يجدر بحكومة تشعر بشيء من الكرامة والحياء أن تسئ إليه، فهي قد نسبت إليه السعي في الأرض بالفساد، وهو الذي لم يكن يسعى إلا إلى يقظة الأمة، وتحريرها من ربقة الذل والعبودية، وذكرت عنه أنه «رئيس جمعية سرية من الشبان ذوي الطيش مجتمعة على فساد الدين والدنيا» وحذرت الناس من الاتصال بهذه الجمعية، ومن المؤلم حقاً أن يتقرر النفي ويصدر مثل هذا البلاغ من حكومة يرأسها الخديوي توفيق باشا وهو على ما تعلم من سابق تقديره للأفغاني، ومن وزرائها محمود باشا سامي البارودي ناظر الأوقاف وقتئذ، وقد كان من أصدق مريديه وأنصاره.

### الثورة العرابية
نفي جمال الدين من مصر، على أن روحه ومبادئه وتعاليمه تركت أثرها في المجتمع المصري وبقيت النفوس ثائرة تتطلع إلى نظام الحكم، وإقامته على دعائم الحرية والشورى فجمال الدين هو من الوجهة الروحية والفكرية أبو الثورة العرابية، وكثير من أقطابها هم من تلاميذه أو مريديه، والثورة في ذاتها هي استمرار للحركة السياسية التي كان لجمال الدين الفضل الكبير في ظهورها على عهد إسماعيل، ولو بقي في مصر حين نشوب الثورة لكان جائزاً أن يمدها بآرائه الحكيمة، وتجاربه الرشيدة، فلا يغلب عليها الخطل والشطط، ولكن شاءت الأقدار، والدسائس الإنجليزية، أن ينفى الأفغاني من مصر، وهي أحوج ما تكون إلى الانتفاع بحكمته وصدق نظره في الأمور. أقام الأفغاني بحيدر أباد الدكن، وهناك كتب رسالته في الرد على الدهريين، وألزمته الحكومة البريطانية بالبقاء في الهند حتى انقضى أمر الثورة العرابية.

## عمله في أوروبا

### جريدة العروة الوثقى
أخفقت الثورة العرابية، واحتل الإنجليز مصر، فسمحوا للأفغاني بالذهاب إلى أي بلد فاختار الذهاب إلى أوروبا فقصد إليها سنة 1883، وأول مدينة وردها مدينة لندن، وأقام بها أياماً معدودات، ثم انتقل إلى باريس، وكان تلميذه محمد عبده منفياً في بيروت عقب إخماد الثورة، فاستدعاه إلى باريس، فوافاه إليها، وهناك أصدر جريدة (العروة الوثقى)، وقد سميت باسم الجمعية التي أنشأتها، وهي جمعية تألفت لدعوة الأمم الإسلامية إلى الاتحاد والتضامن والأخذ بأسباب الحياة والنهضة، ومجاهدة الاستعمار، وتحرير مصر والسودان من الاحتلال، وكانت تضم جماعة من أقطاب العالم الإسلامي وكبرائه وهي التي عهدت إلى الأفغاني بإصدار الجريدة لتكون لسان حالها.
اشتركا معاً في تحريرها، وكانت مقالاتها جامعة بين روح جمال الدين، وقلم محمد عبده، فجاءت آيات بينات سمو المعاني، وقوة الروح وبلاغة العبارة، وهي أشبه ما تكون بالخطب النارية، تستثير الشجاعة في نفوس قارئها، وتداني في روحها وقوة تأثيرها أسلوب الإمام علي كرم الله وجهه في خطبه الحماسية المنشورة في نهج البلاغة، واتخذت العروة شعارها إيقاظ الأمم الإسلامية، والمدافعة عن حقوق الشرقيين كافة، ودعوتهم إلى مقاومة الاستعمار الأوربي والجهاد.
وقد ذاع شأنها في العالم الإسلامي وأقبل عليها الناس في مختلف الأقطار، ولكن الحكومة الإنجليزية أقفلت دونها أبواب مصر والهند، وشددت في مطاردتها واضطهاد من يقرؤها، وبلغ بها السعي في مصادرتها أن اوعزت إلى الحكومة المصرية بتغريم كل من توجد عنده العروة الوثقى خمسة جنيهات مصرية إلى خمسة وعشرين جنيهاً، وأقامت الموانع دون استمرارها، فلم يتجاوز ما نشر منها ثمانية عشر عدداً. قضى جمال الدين في باريس ثلاث سنوات، كان لا يفتأ خلالها بنشر المباحث والمقالات الهامة في مقاومة اعتداء الدول الأوربية على الأمم الإسلامية، ويراسل تلاميذه في مصر.

### جمال الدين ورينان
جرت له أبحاث مع الفيلسوف إرنست رينان Renan في العالم الإسلامي وأكبر فيه رينان عبقريته، وسعة علمه وقوة حجته، وقال عنه:«قد خُيل إلى من حرية فكره ونبالة شيمه، وصراحته، وأنا أتحدث إليه، أنني أرى وجهاً لوجه أحد من عرفتُهم من القدماء، وأنني أشهد ابن سينا أو ابن رشد، أو أحد أولئك الملاحدة العظام اللذين ظلوا خمسة قرون يعملون على تحرير الإنسانية من الإسار.»

### جمال الدين ورشفور
رآه أيضاً الكاتب الفرنسي رشفور فقال فيه:«السيد جمال الدين من سلالة النبي، ويكاد هو نفسه أن يكون نبياً.»

## عمله في فارس ثم نفيه منها
ثم أخذ يتنقل بين باريس ولندن إلى أوائل فبراير سنة 1886 (جمادي الأولى سنة 1303 هـ) وفيه ذهب إلى بلاد فارس ثم إلى روسيا. ولما كان معرض باريس سنة 1889 رجع جمال الدين إليها وفي عودته منها التقى بالشاه في ميونخ عاصمة بافاريا فدعاه إلى صحبته إذ كان يرغب في الانتفاع بعلمه وتجاربه، فأجاب الدعوة وسار معه إلى فارس وأقام في طهران فحفه علماء فارس وأمراؤها وأعيانها بالرعاية والإجلال.
استعان به الشاه على إصلاح أحوال المملكة وسن لها القوانين الكفيلة بإصلاح شئونها، ولكنه استهدف لسخط أصحاب النفوذ في الحكومة وخاصة الصدر الأعظم فوشوا به عند الشاه، وأسر إليه الصدر الأعظم أن هذه القوانين تؤول إلى انتزاع السلطة من يده، فأثرت الوشايات في نفس الشاه، وبدأ يتنكر للسيد فاستأذنه في المسير إلى المقام المعروف بشاه عبد العظيم على بعد عشرين كيلو متر من طهران، فاذن له، فوافاه به جم غفير من العلماء والوجهاء من أنصاره في دعوة الإصلاح، فازدادت مكانته في البلاد، وتخوف الشاه عاقبة ذلك على سلطانه فاعتزم الإساءة إليه، ووجه إلى الشاه عبد العظيم خمسمائة فارس قبضوا عليه وكان مريضاً، فانتزعوه من فراشه واعتقلوه، وساقه خمسون منهم إلى حدود الدولة العثمانية منيفاً، فنزل بالبصرة، فعظم ذلك على مريديه، واشتدت ثورة السخط على الشاه.
أقام جمال الدين بالبصرة زمناً حتى أبل من مرضه، ثم أرسل كتاباً إلى كبير المجتهدين في فارس محمد حسن الشيرازي، عدد فيه مساوئ الشاه، وخص بالذكر تخويله إحدى الشركات الإنجليزية حق احتكار التنباك في بلاد فارس، وما يفضي إليه من استئثار الأجانب بأهم حاصلات البلاد، وكان هذا النداء من أعظم الأسباب التي جعلت كبير المجتهدين يفتي بحرمة استعمال التنباك إلى أن يبطل الامتياز، فاتبعت الامة هذه الفتوى، وامسكت عن تدخينه، واضطر الشاه خوف انتقاض الأمة إلى إلغائه، ودفع للشركة الإنجليزية تعويضاً فخلصت فارس من التدخل الأجنبي. فدوره في المجتمعات الشرقية ومنها إيران غير مشكوك، حتى قيل: جمال الدين كان المنبه الأول للانقلاب الذي حدث بفارس(إيران) في أواخر القرن الماضي.

## شخوصه إلىأوروبا
مكث جمال الدين بالبصرة ريثما عادت إليه صحته، ثم رحل إلى لندن، فتلقاه الإنجليز بالإكرام، ودعوه إلى مجتمعاتهم السياسية والعلمية، وحمل على الشاه وسياسته حملات صادقة في مجلة سماها (ضياء الخافقين)، ودعا الأمة الفارسية إلى خلعه، وقويت دعوته الحرية في إيران، وأشتد السخط على الشاه ناصر الدين إلى أن قتل سنة 1896م، بيد فارسي أهوج، وقيل أن للأفغاني دخلاً في التحريض على قتله، وتولى بعده مظهر الدين، وأستمرت دعوة الحرية التي غرسها جمال الدين في إيران تنمو وتترعرع حتى آلت إلى إعلان الدستور الفارسي سنة 1906م.

## ذهابه إلى الأستانة وإقامته بها
وفيما هو بلندن ورد عليه كتاب آخر بتكرار دعوته فلبى الطلب وذهب إلى الأستانة سنة 1892، وكانت هذه المرة الثانية لوروده هذه المدينة، والمرة الأولى كانت في عهد السلطان عبد العزيز كما تقدم بيانه، حيث دعاه السلطان عبد الحميد الثاني إلى جواره، وأغلب الظن أنه أراد أن يكون عونا له في الجامعة الإسلامية باستضافته فيلسوف الإسلام، وقد لبى جمال الدين دعوته، آملاً أن يرشده إلى إصلاح الدولة العثمانية، لأن مقصده السياسي هو انهاض دولة إسلامية أياً كانت إلى مصاف الدول العزيزة القوية، فسار إلى الأستانه لتحقيق هذا المقصد، وحفه عبد الحميد الثاني بالرعاية والإكرام وانزله منزلاً كريماً في قصر بحي (نشان طاش)، من أفخم أحياء الأستانة، وأجرى عليه راتباً وافراً، قيل أنه خمس وسبعون ليرة عثمانية في الشهر، ومضت مدة وجمال الدين له عند السلطان منزلة عالية ؛ ثم ما لبث أن تنكر له، وأساء به الظن، واستمع إلى الوشايات والدسائس، وكان الشيخ أبو الهدى الصيادي الذي نال الحظوة الكبرى عند مولاة يكره أن يظفر أحد بثقته فوشى بالأفغاني عند السلطان وأوغر عليه صدره فاحيط الأفغاني بالجواسيس يحصون عليه غدواته وروحاته، ويرقبون حركاته وسكناته.
ذكر الأمير شكيب أرسلان في هذا الصدد في كتاب (حاضر العالم الإسلامي) أن الأفغاني كان وعبد الله النديم الكاتب والخطيب المشهور في متنزه (الكاغدخانة)، فصادفا الخديوي عباس حلمي وسلم بعضهم على بعض، وتحادثوا نحو ربع ساعة تحت شجرة هناك، فقيل أن الشيخ أبا الهدى قدم تقريرا للسلطان بأن جمال الدين وعبد الله النديم تواعدا مع الخديوي على الاجتماع في (الكاغدخانة)، وهناك عند الاجتماع بايعاه (للخديوي عباس) تحت الشجرة، ويقول الأمير شكيب أن السلطان بحسب قول جمال الدين لم يحفل بهذه الوشاية، ولكنا نميل إلى الاعتقاد أنها تركت أثرا في نفسه، وغيرت قلبه على الأفغاني، وذكر أن الذي أدى إلى وحشة السلطان منه استمراره في مجالسه على القدح في شاه العجم ناصر الدين، مما حمل سفير إيران على الشكوى منه إلى السلطان، فاستدعاه، وطلب إليه الكف عن مهاجمة الشاه فقبل، ولكن حدث أن قتل الشاه سنة 1896، فاشتدت الريبة في جمال الدين، واتجهت إليه شبهة التحريض على قتله، فأمر السلطان بتشديد الرقابة عليه، ومنع أي أحد من الاختلاط به إلا بإرادة سلطانية، فأصبح محبوساً في قصره.

## الوفاة

### مرضه
تواترت الروايات بأن جمال الدين مات شبه مقتول، وتدل الملابسات والقرائن على ترجيح هذه الرواية، فإن اتهامه بالتحريض على قتل الشاه، وتغيير السلطان عليه، وحبسه في قصره، ووشايات أبي الهدى الصيادي، مما يقرب إلى الذهن فكرة التخلص منه بأية وسيلة، هذا إلى أن الغدر والاغتيال كانا من الأمور المألوفة في الأستانة.

وما ذكره الأمير شكيب أرسلان في كتاب (حاضر العالم الإسلامي) قال ما خلاصته:
وذكر الأمير شكيب أن المستشرق المعروف الكونت لاون استروروج حدثه أن السيد الأفغاني كان صديقه، فدعاه إليه بعد إجراء العملية الجراحية وقال له إن السلطان أبى أن يتولى العملية إلا جراحه الخاص، وإنه هو رأي حال المريض ازدادت شدة بعد العملية، ورجا منه أن يرسل إليه جراحاً فرنساوياً مستقل الفكر طاهر الذمة، لينظر في عقبى العملية، فأرسل إليه الدكتور (لاردي) فوجد أن العملية لم تجر على وجهها الصحيح، ولم تعقبها التطهيرات اللزمة، وأن المريض قد أشفى بسبب ذلك، وعاد إلى استروروج، وأنبأه بهذا الأمر المحزن، ولم تمض أيام حتى فارق جمال الدين الحياة.
وذكر واحد ممن كانوا في خدمة عبد الحميد، بعد أن روى له الأمير هذه القصة أن قمبور زاده إسكندر باشا كان أطهر وأشرف من أن يرتكب مثل تلك الجريمة، وحقيقة الواقعة أنه كان بالأستانة طبيب اسنان عراقي اسمه (جارح) يتردد كثيراً على جمال الدين، ويعالج اسنانه، وكانت نظارة الضابطة (إدارة الأمن العام) قد استمالت (جارح) هذا بالمال، وجعلته جاسوس على السيد، وصار له عدوا في ثياب صديق، وقال صاحب هذه الرواية أنه أراد مرة أن يمنع الطبيب المذكور من الاختلاط بجمال الدين، فأشار إليه ناظر الضابطة إشارة خفية بأن يتركه، وفهم من الإشارة أن يذهب إلى السيد ويعالج اسنانه، بعلم من النظارة، والسيد لا يعلم بشيء من ذلك، ويطمئن إلى (جارح) ويثق به، ولم تمض عدة أشهر على حادثة الشاه حتى ظهر السرطان في فك السيد من الداخل، وأجريت له عملية جراحية فلم تنجح، وجارح هذا ملازم للمريض، وبعد موته كانوا يرونه دائماً حزيناً، يبدو على وجهه الوجوم والخزى، مما جعلهم يشتبهون أن يكون له يد في إفساد الجرح بعد العملية، أو في توليد المرض نفسه من قبل بوسيلة من الوسائل، ولما مات السيد بدا الندم على الطبيب، وشعر بوغز الضمير يؤنبه على خيانته.

### وفاته
وكانت وفاته صبيحة الثلاثاء 9 مارس سنة 1897م، وما أن بلغ الحكومة العثمانية نعيه حتى أمرت بضبط أوراقه وكل ما كان باقياً عنده، وأمرت بدفنه من غير رعاية أو احتفال في مقبرة المشايخ بالقرب من نشان طاش فدفن كما يدفن أقل الناس شأنا في تركيا وتحت مراقبة الدولة.

### ضريحه
تم نقل جثمانه من تركيا في عام 1944 في موكب إسلامي مهيب إلى بلده أفغانستان، حيث دفن في مدينة كابل ويقع ضريحه حاليا في وسط جامعة كابول.

## وصلات خارجية
- جمال الدين الأفغاني على موقع الموسوعة البريطانية (الإنجليزية)
- مجلة العروة الوثقى على موقع أرشيف من مجموعة جامعة كارولينا الشمالية